# Cantón de Malicorne-sur-Sarthe
El cantón de Malicorne-sur-Sarthe era una división administrativa francesa, que estaba situada en el departamento de Sarthe y la región de Países del Loira.

## Composición
El cantón estaba formado por once comunas:
- Arthezé
- Le Bailleul
- Bousse
- Courcelles-la-Forêt
- Dureil
- Ligron
- Malicorne-sur-Sarthe
- Mézeray
- Noyen-sur-Sarthe
- Saint-Jean-du-Bois
- Villaines-sous-Malicorne

## Supresión del cantón de Malicorne-sur-Sarthe
En aplicación del Decreto n.º 2014-234 de 24 de febrero de 2014, el cantón de Malicorne-sur-Sarthe fue suprimido el 22 de marzo de 2015 y sus 11 comunas pasaron a formar parte; cinco del nuevo cantón de La Flèche, tres del nuevo cantón de La Suze-sur-Sarthe, dos del nuevo cantón de Sablé-sur-Sarthey una del nuevo cantón de Loué.